# Tajm Lwów
Tajm Lwów (ukr. Міні-Футбольний Клуб «Тайм» Львів, Mini-Futbolnyj Kłub "Tajm" Lwiw) – ukraiński klub futsalu z siedzibą we Lwowie, do 2011 występujący w futsalowej Wyższej Lidze Ukrainy.

## Historia
Klub futsalu Tajm Lwów został założony 2000 na bazie Spółki z o.o. "Tajm" we Lwowie.
W pierwszym sezonie 2002/03 zajął 2 miejsce w grupie zachodniej Drugiej Ligi i awansował do Pierwszej Ligi. W następnym 2003/04 ponownie zajął 2 miejsce w grupie zachodniej i awansował do Wyższej Ligi.
W 2009 roku klub osiągnął najwyższy sukces - zdobył mistrzostwo Ukrainy oraz Superpuchar Ukrainy.
Do 2011 występował w najwyższej klasie rozgrywek ukraińskiego futsalu. 5 stycznia 2011 odbyła się fuzja z innym lwowskim klubem Enerhiją. Trener i większość piłkarzy zasiliła nowy klub, który otrzymał nazwę Enerhija-Tajm Lwów.

## Sukcesy
Sukcesy krajowe
- Mistrzostwo Ukrainy:
  - 1 miejsce (2x): 2008/09, 2009/10
- Puchar Ukrainy:
  - zdobywca (1x): 2009/10
- Superpuchar Ukrainy:
  - zdobywca (1x): 2009
- Puchar Ligi Ukrainy:
  - finalista (1x): 2003/04
- Pozostałe sukcesy:
- Międzynarodowy Turniej "Puchar Wyzwolenia" (w Charkowie):
  - 2 miejsce (2x): 2007, 2008
- Międzynarodowy Turniej "Puchar Hałyczyny" (we Lwowie):
  - 1 miejsce (1x): 2007

Sukcesy międzynarodowe
- Puchar UEFA w futsalu:
  - 2 miejsce w grupie C elit-round (1x): 2009/10
  - 3 miejsce w grupie A elit-round (1x): 2010/11

## Hala
Drużyna rozgrywa swoje mecze w Hali Pałacu Sportu "Hałyczyna", znajdującej się przy ul. Kreczeńska 8, 79000 Lwów.